# Нагорно-Карабахска република
Нагорно-Карабахската република (на арменски: Լեռնային Ղարաբաղի Հանրապետություն) или Република Арцах (на арменски: Արցախի Հանրապետություն) е бивша непризната държава в Задкавказието, съществувала от 1991 до капитулацията ѝ през 2023 г. Територията на републиката се счита за част от Азербайджан, макар че Нагорни Карабах исторически е част от Армения, населяван е предимно от арменци и в него се говори главно на арменски. Нагорно-Карабахската република контролира по-голямата част от територията на бившата Нагорно-Карабахска автономна област и някои от съседните райони. Граничи с Армения на запад и Иран на юг. Столица на републиката е Степанакерт.
Регионът Нагорни Карабах е оспорван от Демократична република Азербайджан и Демократична република Армения, когато двете държави стават независими през 1918 г. след падането на Руската империя. През 1920 г. избухва кратка война в района. Конфликтът е потушен, след като Съветският съюз поема контрол над областта и създава Нагорно-Карабахска автономна област в рамките на Азербайджанската съветска социалистическа република през 1923 г. По време на разпадането на Съветския съюз районът отново става обект на конфликт между Армения и Азербайджан. През 1991 г. в автономната област се провежда референдум, който довежда до обявяване на независимост въз основа на правото на самоопределение. Едромащабният етнически конфликт води до Нагорнокарабхската война, завършила с примирие.
Арцах е президентска република с еднокамарно законодателство. Според някои оценки, републиката разчита основно на Армения и де факто функционира като част от нея. Държавата има планински релеф, като средната ѝ надморска височина е 1097 m. Населението е предимно християнско, принадлежащо към Арменската апостолическа църква.
Нагорно-Карабахската република е призната единствено от 3 непризнати държави: Абхазия, Южна Осетия и Приднестровието.
От 1994 до 2020 г. арменските и азербайджанските войски остават разделени, като през следващите години има спорадични смъртоносни инциденти. През 2020 г. в региона се води нова война, като Азербайджан постига победа и си връща всички околни окупирани области и значителна част от територията, за която Арцах претендира. Лачинският коридор, свързващ Арцах с Армения, е блокиран от Азербайджан през декември 2022 г. През септември 2023 г. Азербайджан започва друга военна офанзива. Правителството на Арцах се съгласява да се разоръжи и да започне преговори с Азербайджан, което предизвиква бягството на етнически арменци от района. На 28 септември 2023 г. президентът на Арцах впоследствие подписва указ за разпускане на всички институции на републиката до 1 януари 2024 г., с което се слага край на нейното съществуване. Към 1 октомври 2023 г. почти цялото население на региона е избягало в Армения.
Между 1991 и 2023 г. Арцах контролира части от бившата Нагорно-карабахска автономна област на Азербайджанската съветска социалистическа република, включително нейната столица Степанакерт. Новооформилата се държава представлява анклав в рамките на Азербайджан от войната в Нагорни Карабах през 2020 г. до азербайджанската офанзива през 2023 г., когато азербайджанските военни поемат контрола над останалата територия, контролирана от Арцах. Единственият сухопътен път за достъп до Армения след войната през 2020 г. е през широкия 5 km Лачински коридор, който е поставен под наблюдението на руските мироопазващи сили.

## История

### Праистория
Най-ранните сведения за региона Арцах са от надписи от царството Урарту. Не се знае дали районът някога е бил управляван от Уратру, но със сигурност е бил в близост до границите на царството. По това време е възможно да е бил населяван от каспийски племена или скити.

### Античност
Първоначалното му население се състои от коренното население и племенни номади, като се смесват с арменци и регионът е интегриран към Велика Армения през 4 век пр.н.е.
През 387 г. Римската империя и Сасанидската империя сключват мирен договор и си поделят Армения. Тогава Арцах и Утик са интегрирани към Агбани, по онова време част от Сасанидската империя. През 451 г. Арцах се превръща в център на съпротивата срещу Персия.

### Средновековие
От VII до IX век регионът на Кавказ е доминиран от Арабския халифат. През VII век първенците на Арцах са под влиянието на суверена Сиуни. През XIX век областта влиза в Руската империя.

### Персийска империя
Преди 1722 г. автономни части са присъединени към Персия. След разпадането на Персийската династия и идването на османците в Кавказ има кратък период на независимост между 1722 и 1730 г. След 1730 г. регионът попада под влиянието на Иран. През 1796 г. при руска експедиция регионът е окупиран от Руската империя.

### Руска империя
Руската империя присъединява региона по време на Руско-персийската война от 1804 – 1813 г., като присъединяването е потвърдено чрез договора от Голестан.
След Октомврийската революция Нагорни Карабах е разделен между Демократична република Армения и Демократична република Азербайджан. След Първата световна война регионът се контролира от Великобритания.

### Съветски съюз
През 1920 г. Азербайджан, част от който е Нагорни Карабах, е присъединен към СССР. През същата година болшевиките на власт в Армения създават Арменска съветска социалистическа република. По онова време територията на Нагорни Карабах е 94% населена с арменци. През 1923 г. Нагорни Карабах става автономна област, отделена от Армения. На 20 февруари 1988 г. Нагорни Карабах декларира отцепване от СССР.

### След СССР
Разпадането на СССР през 1991 г. довежда до независимостта на Азербайджан и на Армения. Вследствие на това на 2 септември 1991 г., след референдум, Нагорни Карабах обявява своята независимост. Азербайджан е недоволен от създалата се ситуация. За да възстановят контрола си над Нагорни Карабах, властите на Баку изпращат войски в Нагорни Карабах. В периода 1990 – 1992 г., вследствие на блокадата на Азербайджан, в Нагорни Карабах настава хуманитарна катастрофа.
Тази ситуация в региона, създала се от окупацията на Нагорни Карабах от азербайджански доброволци и войски, довежда до острата реакция на Съвета за сигурност на ООН, издал 4 резолюции по проблема през 1993 г. През май 1994 г. Групата на Минск, с представителство на Франция, Русия и САЩ, разрешава военния конфликт, чрез преговори и резолюция.

## География
Нагорни Карабах има обща площ от 4400 km2. Приблизително половината площ на страната е разположена над 950 m надморска височина. Територията има високи планински хребети покрай северния си край, на запад и на юг. Целият регион се намира средно на 1100 m над морското равнище. Най-високата точка е Гомхасар (3724 m).
Нагорни Карабах се намира на ръба на Арменското плато (плато Карабах) в югоизточната част на Малък Кавказ. Основните реки са Аракс, Воротан, Акера, Тартар и Катчен. Територията на днешната Република Нагорни Карабах образува част от историческия регион на Карабах, който се намира между реките Кура и Аракс.
Средният Нагорни Карабах се характеризира с гъсти гори от дъб, габър и бук на по-долните планински склонове до брези и алпийски ливади по-нагоре. Районът разполага с множество минерални извори и находища на цинк, въглища, олово, злато, мрамор и варовик. Регионът има континентален климат, леко смекчен. Лятото е горещо, зимите са по-студени, отколкото в Армения.
Най-големите градове в региона са Степанакерт, който служи като столица на Република Нагорни Карабах и Шуша, който частично е в руини. Лозя, овощни градини и черничеви насаждения за копринени буби, са разработени в долините.
В административно отношение, Нагорни Карабах е разделен на 7 района.

## Политика
Политическият режим е президентски. Настоящ президент е Бако Саакян, встъпил в длъжност на 7 септември 2007 г. Изпълнителната власт се осъществява от президента, който назначава и освобождава министър-председателя. Законодателната власт се упражнява от Народното събрание на Република Нагорни Карабах. Негов председател е Ашот Гулиан. Министър-председател е Арайк Харутиниан.
Има конституция, състояща се от 11 глави, съставена в духа на свободата, човешките права и развитието на държавата и народа. Последната редакция на конституцията е от 1 януари 2008 г. Декларацията за независимост е от 2 септември 1991 г.
Войната от 1991 – 1994 г. между Армения и Азербайджан кой да доминира в региона довежда до нестабилност в Нагорни Карабах. Независимостта на Нагорни Карабах, обявена на 2 септември 1991 г., не е призната от международната общност, с изключение на Абхазия, Южна Осетия и Приднестровието, като самите те не са членки на ООН. Международната общност няма интерес да признае Нагорни Карабах за независим регион – това би довело до проблеми с Армения и Азербайджан, без никакви ползи. Въпреки че Република Арцах има тесни връзки с Аремния и разчита основно на нея, Армения има известни съображения и не желае да признае официално републиката.

## Въоръжени сили
Според конституцията на Арцах, армията е под командването на правителството. Въоръжените сили са съставени официално на 9 май 1992 г. и имат за основна цел отбрана срещу Азербайджан. Тя се сражава срещу азербайджанската армия до прекратяването на огъня на 12 май 1994 г. В днешно време армията на Арцах е съставена от около 18 000 – 20 000 войници. Все пак, само 8500 от тях са граждани на Република Арцах, докато около 10 000 са граждани на Армения. Армията разполага с между 177 и 316 танка, 256 до 324 бойни превозни средства, 291 до 322 оръдия и минохвъргачки. Армения снабдява с оръжия и други военни провизии републиката. Няколко батальона от Армения са разположени директно на територията на Арцах. Армията участва в битката за Шуша през 1992 г., отваря Лачинския коридор между Армения и Нагорни Карабах и организира защитата на Мардакерт в периода 1992 – 1994 г.

## Население
Към 2002 г. населението на Нагорни Карабах възлиза на 136 000 души, от които 95% са арменци. Към карт 2007 г. правителството обявява, че населението е вече 138 000, като раждаемостта е 2200 – 2300 новородени на година, което е покачване от 1500 през 1999 г. Към 2015 г. населението на страната е 150 932 души.
Доклад на Организацията за сигурност и сътрудничество в Европа от март 2011 г. оценява населението на седемте съседни територии, окупирани от Република Арцах, на 14 000 души.
До 2000 г. нетната миграция на държавата е отрицателна. През първата половина на 2007 г. е докладвана нетна миграция от 27 души.
| Район                     | Население (2010) | Площ (km²) | Гъстота |
| ------------------------- | ---------------- | ---------- | ------- |
| гр. Степанакерт (столица) | 52 300           | 25,7       | 2035,02 |
| Аскерански район          | 17 700           | 1196,3     | 14,8    |
| Хадрутски район           | 12 400           | 1876,8     | 6,61    |
| Мартакертски район        | 19 600           | 1795,1     | 10,92   |
| Мартунински район         | 23 500           | 951,1      | 24,71   |
| Шаумяновски район         | 3000             | 1829,8     | 1,64    |
| Шушински район            | 5100             | 381,3      | 13,38   |
| Кашатагски район          | 7800             | 3376,6     | 2,31    |

### Етнически състав
| Етническа група                                                                                  | 1926 г. | 1926 г. | 1939 г. | 1939 г. | 1959 г. | 1959 г. | 1970 г. | 1970 г. | 1979 г. | 1979 г. | 1989 г. | 1989 г. | 2005 г. | 2005 г. | 2015 г.1 | 2015 г.1 |
| Етническа група                                                                                  | Брой    | %       | Брой    | %       | Брой    | %       | Брой    | %       | Брой    | %       | Брой    | %       | Брой    | %       | Брой     | %        |
| ------------------------------------------------------------------------------------------------ | ------- | ------- | ------- | ------- | ------- | ------- | ------- | ------- | ------- | ------- | ------- | ------- | ------- | ------- | -------- | -------- |
| Арменци                                                                                          | 111 694 | 89,1    | 132 800 | 88,0    | 110 053 | 84,4    | 121 068 | 80,5    | 123 076 | 75,9    | 145 450 | 76,9    | 137 380 | 99,7    | 144 683  | 99,7     |
| Азербайджанци                                                                                    | 12 592  | 10,0    | 14 053  | 9,3     | 17 995  | 13,8    | 27 179  | 18,1    | 37 264  | 23,0    | 40 688  | 21,5    | 6       | 0,0     |          |          |
| Руснаци                                                                                          | 596     | 0,5     | 3174    | 2,1     | 1790    | 1,4     | 1310    | 0,9     | 1265    | 0,8     | 1922    | 1,0     | 171     | 0,1     | 238      | 0,1      |
| Украинци                                                                                         |         |         | 436     | 0,3     |         |         | 193     | 0,1     | 140     | 0,1     | 416     | 0,2     | 21      | 0,0     | 26       | 0,0      |
| Езиди                                                                                            |         |         |         |         |         |         |         |         |         |         |         |         |         |         | 16       | 0,0      |
| Асирийци                                                                                         |         |         |         |         |         |         |         |         |         |         |         |         |         |         | 16       | 0,0      |
| Грузинци                                                                                         |         |         |         |         |         |         |         |         |         |         |         |         |         |         | 15       | 0,0      |
| Други                                                                                            | 416     | 0,3     | 374     | 0,2     | 568     | 0,4     | 563     | 0,4     | 436     | 0,3     | 609     | 0,3     | 159     | 0,1     | 50       | 0,0      |
| Общо                                                                                             | 125 300 | 125 300 | 150 837 | 150 837 | 130 406 | 130 406 | 150 313 | 150 313 | 162 181 | 162 181 | 189 085 | 189 085 | 137 737 | 137 737 | 145 053  | 145 053  |
| Границите на Нагорно-Карабахската автономна област и Нагорно-Карабахската република са различни. |         |         |         |         |         |         |         |         |         |         |         |         |         |         |          |          |

## Икономика
Социо-икономическата ситуация в Арцах е силно засегната от войната. В днешно време повечето инвестиции и рисков капитал идват от арменци в Армения, Русия, САЩ, Франция, Австралия, Иран и Близкия Изток.
Телекомуникационният сектор е развит от Карабах Телеком, който инвестира милиони долари в мобилна мрежа, ръководен от ливанска компания. След 2002 г. се развива рудодобива на мед и злато при Хейвали. Азербайджан счита минната дейност в Нагорни Карабах за незаконна и заплашва с международен съд и разследване на международна одитна компания, която да оцени щетите, нанесени по държавната рудодобивна компания на Азербайджан.
Банковата система се администрира от Арцахбанк, която е базирана в Ереван. Въпреки че официалната валута на страната е карабахският драм, най-широко се използва арменския драм.
Винопроизводството и обработването на земеделски продукти е една от приоритетните посоки за икономическо развитие на страната.
Републиката развива туристическа индустрия, пригодена за Армения и арменската диаспора. През последните няколко години се наблюдава значително повишение на туристическия поток към републиката, което се дължи на множеството културни забележителности в нея. Степанакерт към момента разполага с 9 хотела. През 2010 г. Арцах е посетена от 8000 туристи, без да се отчитат посетителите от Армения. Републиката си сътрудничи тясно с Агенция за развитие на туризма на Армения, тъй като Армения е единственият начин туристите да стигнат до Арцах. Агенцията за развитие на туризма на Арцах е основана в Ереван като неправителствена организация в рамките на Армения и цели главно популяризиране на туризма към Арцах. Занимава се с подготовка на туроператори, пътнически агенции, журналисти в региона и осигурява хотелски услуги и други.

## Транспорт
Транспортната инфраструктура е повредена от войната, но през последните години видимо се подобрява. Северните и южните части на Нагорни Карабах са свързани чрез главен път. 169-километровият път, свързващ Хардут, Степанакерт, Аскеран и Мартакерт се счита за връзка от жизнено значение за Арцах. Смята се, че пътят от Ереван до Степанакерт ще се намали от настоящите 8 – 9 часа, когато се осъществят големите инфраструктурни проекти.
Летище Степанакерт, което е единственото пътническо летище в републиката, се намира на 8 km източно от столицата. С настъпването на войната е затворено и остава така до днес. Правителството вече го е преустроило и има планове скоро да го отвори отново. Въпреки това, спорният статут на държавата вероятно ще направи пряката въздушна комуникация с други държави невъзможна.